# Phoeniculus
Genre
Phoeniculus est un genre qui comprend cinq espèces d'oiseaux connus sous le nom d'irrisors et appartenant à la famille des Phoeniculidae.

## Liste des espèces
D'après la classification de référence du Congrès ornithologique international (ordre phylogénique) :
- Phoeniculus castaneiceps – Irrisor à tête brune
- Phoeniculus bollei – Irrisor à tête blanche
- Phoeniculus purpureus – Irrisor moqueur
- Phoeniculus somaliensis – Irrisor à bec noir
- Phoeniculus damarensis – Irrisor damara
- Phoeniculus granti – Irrisor de Grant